# Kcho
Alexis Leiva Machado (KCHO) nació el 12 de febrero de1970, en Nueva Gerona, Isla de la Juventud, Cuba, en un entorno familiar humilde. Se graduó en la Escuela Elemental de Arte de su ciudad natal en 1986 y continuó su formación en la Escuela Nacional de Arte en La Habana, completándola en 1990 e iniciando su carrera profesional. Desde entonces, ha participado en más de 100 exposiciones individuales y más de doscientas colectivas, demostrando sus habilidades como dibujante, escultor, pintor e instalador. Ha recibido importantes premios, como el Gran Premio de la Ira Bienal de Gwangju en Corea del Sur y el Premio UNESCO por la Promoción de las Artes en 1995. En Cuba, ha sido distinguido con la Distinción por la Cultura Nacional (1998) y el Diploma al Mérito Artístico otorgado por el Instituto Superior de Arte (2001).  
A los 25 años, KCHO se convirtió en el segundo artista latinoamericano (y el primero con esa edad) en formar parte de la colección permanente del Museo de Arte Moderno de New York (MoMA), precedido por Wifredo Lam. Sus exposiciones y obras han sido acogidas en colecciones permanentes de instituciones como el Museo Nacional de Bellas Artes de Cuba, el Museo de Arte Contemporáneo de Los Ángeles, el Museo de Arte Moderno de Nueva York (MoMA), el Museo Nacional Centro de Arte Reina Sofía en Madrid, el Centro Internacional de Arte Contemporáneo de Montreal, el Jeu de Paume en París, el Walker Art Center en Minneapolis, el Vaticano en Roma, entre otros. Además, ha sido representado por prestigiosas galerías, como Barbara Gladstone Gallery, Marlborough Gallery y la Galería Joan Prats. Su trabajo se ha presentado en diferentes ediciones de importantes bienales, como la Bienal de Venecia, la Bienal de La Habana, la Bienal del Fin del Mundo, etc. KCHO ha expuesto tres veces en el Palacio de la Cancillería del Vaticano, Roma; la última vez fue en el año 2023; convirtiéndose en el artista cubano con más vínculos con la Santa Sede. Su obra "Milagro", también conocida como el "Cristo del Mediterráneo", fue obsequiada al Papa Francisco en el año 2015, tras su visita oficial a Cuba. 
KCHO ha desarrollado un intenso trabajo artivista a lo largo de su carrera. En 2008, junto con un amplio grupo de creadores y amigos, fundó la Brigada Artística Martha Machado, brindando ayuda a los habitantes cubanos después de la devastación causada por el paso de huracanes por la isla, así como a los residentes de Haití después del terremoto de 2010. La Brigada, nombrada en honor a su madre, Martha Machado, se ha mantenido activa desde entonces, ayudando a construir escuelas, casas y brindando ayuda económica y psicológica a las personas a lo largo de Cuba. 
En 2010, como artista y curador, lideró la exposición "Punto de encuentro" en la Décima Bienal de La Habana, reuniendo a artistas que perciben el arte no solo como una cuestión estética, sino como un arma de transformación, intercambio y negociación. Entre ellos se encontraban artistas como Cai Guo-Quiang, Shirin Neshat, Tatsuo Miyajima, el colectivo AES+F, entre otros. 
En el 2014, inauguró KCHO Estudio Romerillo Laboratorio para el Arte, una institución sin fines de lucro, de vocación comunitaria. Este proyecto ofrecía servicios tales como salas de video, bibliotecas, galerías, salas de navegación, talleres de artes plásticas, fotografía, teatro, y fue el primer punto de acceso gratuito a Internet en la isla. Esto proporcionó oportunidades significativas en un momento en que el acceso a Internet en Cuba era limitado. En el 2015, durante el contexto de la duodécima Bienal de La Habana, inauguró el proyecto Museo Orgánico, que convertía a esta comunidad en un museo al aire libre, con obras de artistas de todo el mundo, y con obras patrimoniales expuestas en áreas comunes y casas de los vecinos. Ese mismo año, Google abrió su primer centro tecnológico en Cuba, en el Museo Orgánico (GOOGLE + KCHO.MOR), manteniendo el acceso gratuito a Internet patrocinado por KCHO, pero esta vez con mayor velocidad. Este espacio único fusionaba el arte y la tecnología, sirviendo como punto de convergencia para las creaciones de KCHO y las innovaciones tecnológicas de Google. 
Actualmente, Kcho se encuentra trabajando en Pinar del Río, específicamente en el Kilómetro 20 de La Coloma. Su labor se centra en la reparación de escuelas, la reconstrucción de viviendas y la provisión de apoyo espiritual a aquellos afectados por el devastador huracán que azotó la provincia en el 2022. En esta ocasión, la Brigada Martha Machado y el MOR se han unido para dar continuidad a una idea que Kcho inició hace muchos años: la democratización del arte y la búsqueda de su utilidad y transformación social.  
Esta vez, la brigada está compuesta, además, por miembros de la comunidad que se han sumado a la iniciativa, así como por aquellos que ya formaron parte de ella en Yumurí, Guantánamo, en 2018, tras el paso del huracán Matthew. La llegada a Pinar del Río fue el 5 de octubre de 2022, comenzando las labores de reparación de escuelas al día siguiente. Para el 12 de octubre, la brigada ya estaba instalada en el Kilómetro 20, enfrentando condiciones precarias bajo la lluvia y el sereno.
El 20 de octubre inauguraron una exposición dedicada a la cultura cubana, exhibiendo obras de destacados artistas como Wifredo Lam, Raúl Martínez y Servando Cabrera. Estas obras forman parte de la colección permanente del MOR y han itinerado por diversas partes del país gracias a la colaboración del artista.
Paralelamente a su compromiso comunitario, Kcho continúa participando en eventos y exposiciones importantes en el ámbito del arte. Destaca su participación en la Bienal de Venecia, 2022, siendo la primera vez que representó a Cuba de manera oficial, después de participar en ediciones anteriores invitado por otras galerías. Además, en 2023, realizó su tercera exposición "Un Nuevo Mundo", en el Palacio de la Cancillería del Vaticano.
Kcho: -“Lo más importante para un creador es tener cada vez mayor conciencia de cuál es nuestro papel y subordinar la individualidad a algo mayor”-

## Premios
- Premio de la Asociación Hermanos Saíz, Nueva Gerona, Cuba. (1990)
- Premio del Centro Provincial de Artes Plásticas y Diseño, La Habana, Cuba. (1991)
- Gran Premio de la Bienal de Kwan-Ju, Corea del Sur. (1995)
- Premio para la promoción de las artes de la UNESCO, Ginebra, Suiza. (1995)
- Premio por la Cultura Nacional, La Habana, Cuba. (1998)
- Medalla Abel Santamaría, La Habana, Cuba. (2003)